# Aphilodon intermedius
Aphilodon intermedius är en mångfotingart som beskrevs av Filippo Silvestri 1909. Aphilodon intermedius ingår i släktet Aphilodon och familjen Aphilodontidae. Inga underarter finns listade i Catalogue of Life.